# Maria Teresa Romer
Maria Teresa Romer (ur. 1932) – polska prawnik, sędzia Sądu Najwyższego w stanie spoczynku, pierwsza prezes założonego w 1990 Stowarzyszenia Sędziów Polskich „Iustitia”. Autorka opracowań naukowych i praktycznych z zakresu prawa pracy, etyki prawniczej i praw człowieka.

## Życiorys
W Sądzie Najwyższym orzekała w Izbie Pracy. Znalazła się w grupie inicjatorów Stowarzyszenia Sędziów Polskich „Iustitia” i była autorką nazwy własnej tej organizacji. Funkcję prezesa Stowarzyszenia pełniła w latach 1990–2008.
Otrzymała Nagrodę Głównego Inspektora Pracy im. Haliny Krahelskiej.
Została członkiem władz Fundacji Centrum Szkolenia Sędziów „Iustitia”.
Jest ekspertem Rady Europy i Unii Europejskiej w kwestiach dotyczących wymiaru sprawiedliwości. Zasiada w Radzie Programowej Amerykańskiego Stowarzyszenia Prawników.
22 stycznia 2002 "za wybitne zasługi dla wymiaru sprawiedliwości" została odznaczona Krzyżem Komandorskim Orderu Odrodzenia Polski.

## Wybrane publikacje
- Etyka dla sędziów. Rozważania (współautor: Magdalena Najda, 2007)
- Kodeks pracy. Tekst ujednolicony. Praktyczne wyjaśnienia, skorowidz ustaw związanych z Kodeksem pracy, skorowidz przepisów wykonawczych (1996)
- Kodeks pracy z przepisami wykonawczymi (2003, 2004, 2007, 2008)
- Komentarz do kodeksu pracy wraz z orzecznictwem Sądu Najwyższego oraz tekstem ustawy (1994)
- Mobbing w ujęciu psychologiczno-prawnym (współautor: Magdalena Najda, 2010)
- Podstawowe problemy prawa pracy (1984, 1985, 1986, 1987)
- Prawo pracy. Komentarz (2000, 2005, 2008, 2010, 2012)
- Prawo pracy w praktyce (1993)
- Wzory pism w sprawach z zakresu prawa pracy i ubezpieczeń społecznych (współautor: Piotr Gujski, 2003)
- Wzory pism z zakresu prawa pracy i ubezpieczeń społecznych (współautor: Dominik Wajda, 2008)[8]